# Tadeusz Gaweł
Tadeusz Gaweł (ur. 28 października 1930, zm. 7 kwietnia 2020) – polski duchowny i działacz ewangelikalny, sekretarz i skarbnik Zjednoczonego Kościoła Ewangelicznego w Polskiej Rzeczypospolitej Ludowej.

## Życiorys
Pochodził z Wołynia. Był synem Jana i Bronisławy z domu Osojca. W trakcie II wojny światowej, zginęli jego rodzice i dwoje z jego rodzeństwa. W 1945 roku wraz z pozostałą rodziną, przybył na tzw. Ziemie Zachodnie. 
W latach 1955–1959 studiował teologię w Chrześcijańskiej Akademii Teologicznej w Warszawie. Od 1960 był zastępcą przełożonego zboru Zjednoczonego Kościoła Ewangelicznego we Wrocławiu. 28 stycznia 1968 został wybrany na stanowisko pastora tegoż zboru, a 22 września 1968 roku został ordynowany na prezbitera. Funkcję pastorską w zborze wrocławskim pełnił do 1987. 
W latach 1968–1975 był zastępcą członka Rady Kościoła, a od 1978 członkiem Rady ZKE. W latach 1981–1987 pełnił funkcję przewodniczącego Rady Ugrupowania z ramienia Chrześcijan Wiary Ewangelicznej (odpowiednik późniejszego prezbitera naczelnego) oraz członka Prezydium ZKE.
W trakcie Synodu założycielskiego Kościoła Zielonoświątkowego w Polsce, został powołany do jego Zarządu, funkcję tę sprawując do 1992. Był również w latach 1997–2000 wykładowcą w Warszawskim Seminarium Teologicznym.